# Heterusia creusa
Heterusia creusa är en fjärilsart som beskrevs av Druce 1893. Heterusia creusa ingår i släktet Heterusia och familjen mätare. Inga underarter finns listade i Catalogue of Life.